# Kanurennsport-Weltmeisterschaften 2018 – C-1 200 m (Männer)
Der Wettbewerb im Einer-Canadier der Männer über die 200 Meter wurde bei den Kanurennsport-Weltmeisterschaften 2018 am 25. und 26. August 2018 ausgetragen. Der Austragungsort des Rennens war der Centro de Alto Rendimento in der portugiesischen Gemeinde Montemor-o-Velho.
Während für die Schweiz, Österreich und Liechtenstein kein Athlet am Start war, startete der Olympiateilnehmer von 2016 auf dieser Strecke, Stefan Kiraj, für Deutschland und verpasste als Fünfter eine Medaille. Die Goldmedaille sicherte sich der Weißrusse Arzjom Kosyr, welcher damit zum dritten Mal hintereinander auf dieser Strecke den Weltmeistertitel gewinnen konnte. Hinter ihm gewann der Russe Iwan Schtyl Silber und der Litauer Henrikas Žustautas Bronze.

## Ergebnisse

### Vorläufe
Die beiden Vorläufe wurden am 25. August 2018 ausgetragen. Die beiden Vorläufe waren für 15:25 und 15:30 Uhr Westeuropäische Sommerzeit angesetzt. Die jeweils drei schnellsten Boote der beiden Vorläufe qualifizierten sich direkt für das Finale. Die weiteren vier schnellsten und der schnellste Neunte qualifizierten sich für das Halbfinale.
| Rang | Bahn | Athlet                | Zeit   |
| ---- | ---- | --------------------- | ------ |
| 1    | 5    | Arzjom Kosyr          | 42,336 |
| 2    | 6    | Henrikas Žustautas    | 42,373 |
| 3    | 9    | Hélder Silva          | 42,449 |
| 4    | 4    | Dávid Korisánszky     | 42,946 |
| 5    | 3    | Oleh Borowyk          | 43,009 |
| 6    | 7    | Dan Drahokoupil       | 44,103 |
| 7    | 8    | Staņislavs Ļesčinskis | 45,290 |
| 8    | 2    | Joaquim Lobo          | 46,086 |
| 9    | 1    | Deniss Tihhomirov     | 46,753 |

| Rang | Bahn | Athlet            | Zeit   |
| ---- | ---- | ----------------- | ------ |
| 1    | 4    | Iwan Schtyl       | 40,174 |
| 2    | 5    | Sasa Nadiradse    | 40,780 |
| 3    | 1    | Stefan Kiraj      | 40,880 |
| 4    | 6    | Alberto Pedrero   | 41,184 |
| 5    | 3    | Wiktor Głazunow   | 42,097 |
| 6    | 9    | Adrien Bart       | 42,467 |
| 7    | 7    | Ryo Naganuma      | 44,030 |
| 8    | 2    | Marko Jelkić      | 44,044 |
| 9    | 8    | Ghailene Khattali | 44,940 |

### Halbfinale
Das Halbfinale wurde am 26. August 2018 ausgetragen und es war um 10:20 Westeuropäische Sommerzeit angesetzt. Die drei schnellsten Boote qualifizierten sich für das Finale.
| Rang | Bahn | Athlet                | Zeit   |
| ---- | ---- | --------------------- | ------ |
| 1    | 4    | Alberto Pedrero       | 39,798 |
| 2    | 5    | Dávid Korisánszky     | 40,371 |
| 3    | 6    | Oleh Borowyk          | 40,504 |
| 4    | 3    | Wiktor Głazunow       | 40,558 |
| 5    | 7    | Adrien Bart           | 40,658 |
| 6    | 2    | Dan Drahokoupil       | 41,204 |
| 7    | 8    | Staņislavs Ļesčinskis | 42,458 |
| 8    | 1    | Ryo Naganuma          | 42,891 |
| 9    | 9    | Marko Jelkić          | 43,141 |

### Finale
Das Finale wurde wie das Halbfinale am 26. August 2018 ausgetragen und war für 12:32 angesetzt.
| Rang | Bahn | Athlet             | Zeit   |
| ---- | ---- | ------------------ | ------ |
| 1    | 5    | Arzjom Kosyr       | 39.810 |
| 2    | 4    | Iwan Schtyl        | 39.970 |
| 3    | 3    | Henrikas Žustautas | 40.043 |
| 4    | 6    | Sasa Nadiradse     | 40.226 |
| 5    | 2    | Stefan Kiraj       | 40.410 |
| 6    | 7    | Hélder Silva       | 40.503 |
| 7    | 8    | Alberto Pedrero    | 40.826 |
| 8    | 9    | Oleh Borowyk       | 41.306 |
| 9    | 1    | Dávid Korisánszky  | 41.510 |